# René Guénon
René-Jean-Marie-Joseph Guénon, szejk Abd al-Wahid Jahja (ur. 15 listopada 1886 w Blois, zm. 7 stycznia 1951 w Kairze) – francuski myśliciel i pisarz ezoteryczny, badacz tradycji religijnych, metafizycznych i mistycznych, współtwórca koncepcji tradycjonalizmu integralnego.

## Życiorys
Guénon pochodził z tradycyjnej rodziny katolickiej i był synem architekta. W młodości pozostawał jednak pod wpływem ezoterycznych organizacji okultystycznych i paramasońskich, takich jak Zakon Róży i Krzyża, Loża Tebańska oraz Kościół Gnostycki (1905–1912).
W okresie późniejszym dokonał radykalnego zerwania z ezoteryką, współpracując z pismem „La France Anti-Maçonnique”.
W 1915 otrzymał licencjat z literatury, a w 1916 obronił rozprawę doktorską z matematyki o Leibnizu. Mimo powrotu w 1918 do Blois i podjęcia pracy nauczyciela w liceum nie przerwał studiów filozoficznych i religioznawczych, badając zwłaszcza mistykę orientalną. W 1921 obronił i opublikował rozprawę doktorską o hinduizmie (Introduction générale a l’étude des doctrines hindoues, Paryż 1921). W następnej dekadzie opublikował szereg prac utrwalających jego pozycję orientalisty (L’homme et son devenir selon le Védante, Londyn 1925) i znawcy mistyki chrześcijańskiej.
Narastające przekonanie o duchowym „kurczeniu się” Zachodu z jednej strony, z drugiej zaś coraz intensywniejsze studia nad mistyką arabską sprawiły, że Guénon zaczął coraz bardziej zbliżać się do islamu i nabierać przekonania, że tylko w jego obrębie zachowały się jeszcze żywe wartości duchowe. Po śmierci pierwszej żony wyjechał w 1930 do Kairu w poszukiwaniu tekstów sufickich i rozpoczął tam wykłady na słynnej uczelni muzułmańskiej Al-Azhar. W 1934 ożenił się z Egipcjanką Fatimą, córką sufickiego szejka Muhammada Ibrahima. Pod imieniem Abd al-Wahid Jahja został inicjowany do ezoterycznego muzułmańskiego Zakonu Sufi; w islamie pozostał do końca życia.
Nigdy nie wrócił już do Europy i żył „jak Arab między Arabami”; nawet jego córka z drugiego małżeństwa nie wiedziała przez lata, że jej ojciec nazywa się naprawdę René Guénon. Jego ostatnie słowa brzmiały: Allah, Allah!. Korespondował jednak z pisarzami europejskimi i publikował w wydawnictwach paryskich. Regularnie odwiedzali go też członkowie (założonej przez niego jeszcze w Europie) Szkoły Tradycjonalistycznej: Anglik Martin Lings, Włoch Marco Pallis, Szwajcarzy: Titus Burckhardt i Frithjof Schuon (1907–1998) oraz wykładający w USA Hindus Ananda-Coomaraswamy. Z dwoma ostatnimi tworzył nieformalny triumwirat szkoły.